# Escultura de la plaça Subirats
L'escultura de la plaça Subirats és una escultura abstracta situada a la plaça de Subirats, a Sant Pau d'Ordal (Alt Penedès), obra de l'artista Alfredo Sánchez.

## Descripció
És una escultura abstracta de fusta en forma de bloc rectangular lleugerament corbat de 3 metres d'alçada i una base trapezoidal irregular de menys d'un metre quadrat. Presenta, a la part frontal superior, un desdoblament a mode de llibre entreobert. La fusta no és llisa, està plena d'osques transversals. L'escultura està fixada a terra mitjançant una plataforma metàl·lica.

## Història
L'escultura és el resultat del 1r. Simpòsium d'escultura de l'Alt Penedès, que es va celebrar entre els dies 16 i 20 de juny de 2.003, a la Plaça Jaume I de Vilafranca del Penedès, davant el Palau Baltà. L'entitat promotora de l'acte va ser el Patronat de Turisme de Subirats, que comptà amb la col·laboració del Consell Comarcal de l'Alt Penedès, el Museu del Vi de Vilafranca del Penedès i el Patronat de Comerç i Turisme de Vilafranca del Penedès.
Els escultors van rebre un tronc de fusta cadascun, a partir del qual can crear una escultura de temàtica lliure. Tenien una setmana per acabar la seva obra, i el públic va poder gaudir del procés de creació d'una escultura, ja que l'acte es celebrà a l'aire lliure. En total van participar 6 escultors de diversos indrets: Claude le Luherne (Bretanya), Alfredo Sánchez (Salamanca), Eva Rouka (Txecoslovàquia), Anton Mendizábal (Donosti), Josep Massana (Sant Pau d'Ordal), i Lluís Bantí (Olot).